# Шейнин, Егошуа Павлович
Егошуа Павлович Шейнин (отчество при рождении — Палтиелевич; 1890, Кременчуг, Полтавская губерния — 1948, Потсдам) — советский хормейстер, хоровой дирижёр, композитор и аранжировщик. Заслуженный артист УССР (1934), Заслуженный деятель искусств РСФСР (1947). Участник Великой Отечественной войны.

## Биография
Родился в Кременчуге 22 мая (3 июня) 1890 года.
С 14 лет учился игре на фортепиано у Г. А. Бобинского в Киевском музыкальном училище. Затем занимался у Василия Калафати и Витолса Язепса в Петроградской консерватории, которую окончил в 1918 году по классу композиции. 
В 1919—1921 годах руководил Первым советским симфоническим хором в Екатеринославе, в 1921—1929 годах руководил Еврейской музыкальной школой Культур-лиги в Киеве, преподавал в музыкальном техникуме. В 1924 году основал хоровую студию при еврейском клубе «Комфон» («Знамя коммунизма»).
В 1929 году организовал в Харькове еврейский вокальный ансамбль «Евоканса», который в 1931 году был преобразован в Государственную всеукраинскую еврейскую капеллу «Евоканс», а в 1934 году переехавший в Киев. Капелла исполняла еврейские народные песни, песни народов СССР и хоровые сочинения советских композиторов, а также переложения для хора a cappella западно-европейских композиторов-классиков, сделанных Шейниным специально для «Евоканса» (с текстами Д. Н. Гофштейна и др.). Капелла выступала во многих городах СССР, в т. ч. неоднократно в Москве и Ленинграде. Исполнение капеллы отличалось тембровой красочностью, артистизмом, тонкой проработкой деталей, совершенной техникой. Существовала капелла до 1939 года. 
Переехал в Биробиджан и в январе 1940 года начал создавать Государственную хоровую капеллу Еврейской автономной области. Разработал двухгодичную программу интенсивной деятельности, которая должна была увенчаться монументальной народной эпопеей «Цветущий Биробиджан». Но проект был закрыт и Шейнин вернулся в Киев, где возглавил хор Украинского радио.
Во время Великой Отечественной войны Шейнин руководил Ансамблем красноармейской песни и пляски Киевского Особого военного округа (Ансамблем красноармейской песни и пляски Юго-Западного фронта), с которым дошёл до Берлина, дав более 2 тысяч концертов. 
С 1945 года и до конца жизни — художественный руководитель Ансамбля песни и пляски Группы советских оккупационных войск в Германии. Воинское звание — майор. 
Награждён двумя орденами Красной Звезды (1942, 1945), орденом Отечественной войны I-й степени (1944), медалями. Заслуженный артист УССР (1934), Заслуженный деятель искусств РСФСР (1947).
Шейнин — автор многочисленных обработок, переложений и аранжировок для хора, хоровых сочинений к спектаклям драматического театра.
Скончался 12 апреля 1948 года в Потсдаме. Похоронен на Советском воинском (гарнизонном) кладбище Потсдама на Михендорфском шоссе.
Жена — София Виленская, концертмейстер возглавляемой Шейниным капеллы «Евоканс». Во время войны осталась в Киеве и погибла в Бабьем Яру.
Племянник — прозаик и драматург Александр Михайлович Шейнин (1913—1987).